# Coelogyne concinna
Coelogyne concinna är en orkidéart som beskrevs av Henry Nicholas Ridley.
Coelogyne concinna ingår i släktet Coelogyne och familjen orkidéer. Artens utbredningsområde är Sumatera. Inga underarter finns listade i Catalogue of Life.